# 訃報 2006年3月
訃報 2006年3月（ふほう 2006ねん3がつ）では、2006年3月中に物故した、又は物故が報じられた人物についてまとめる。

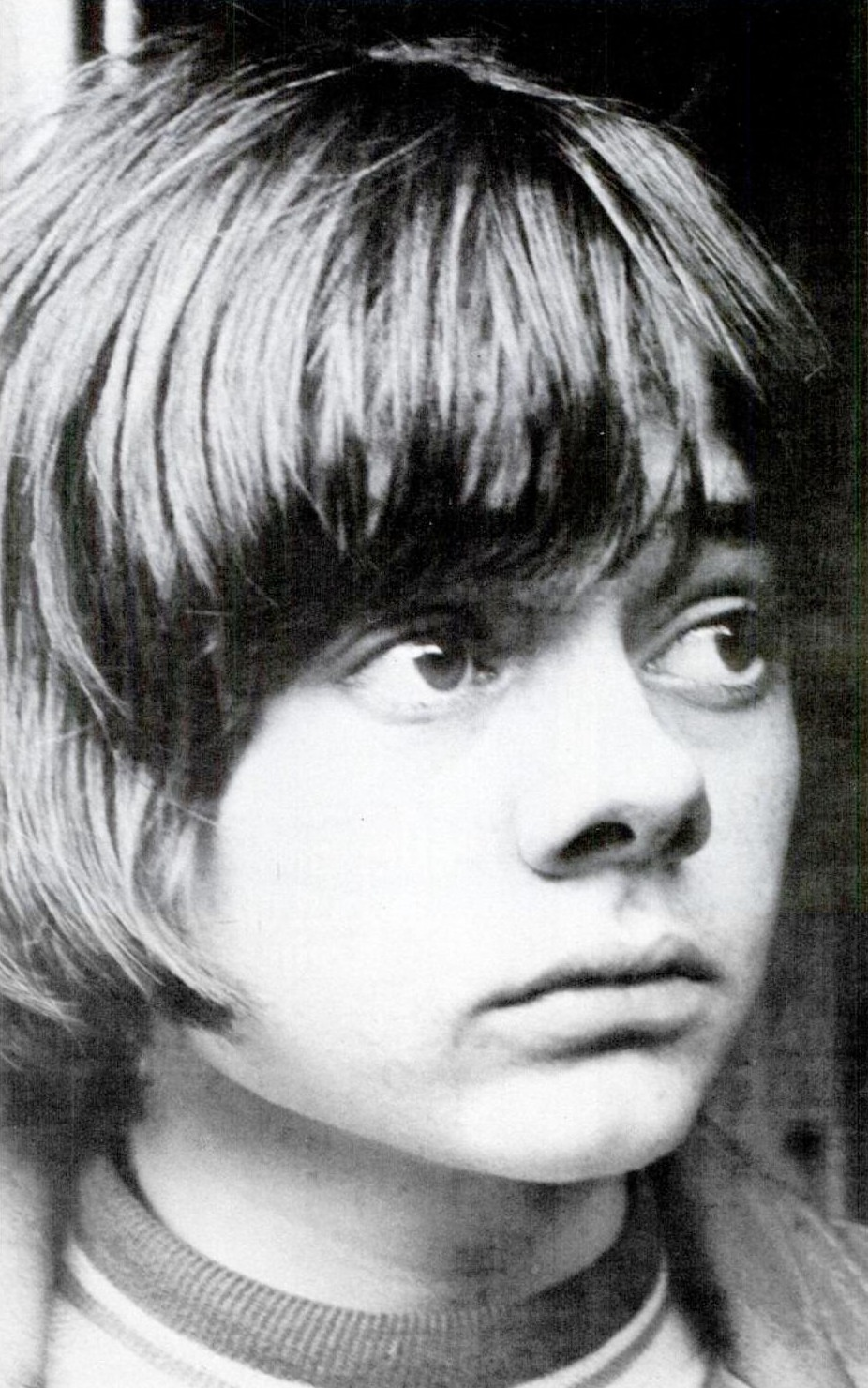
ジャック・ワイルド／3月1日没

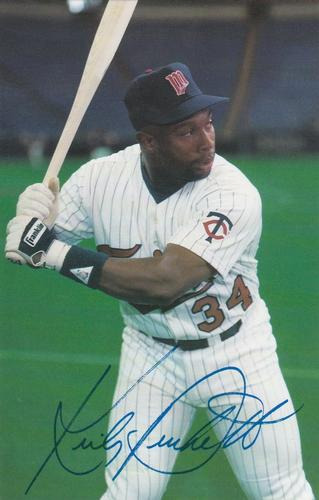
カービー・パケット／3月6日没

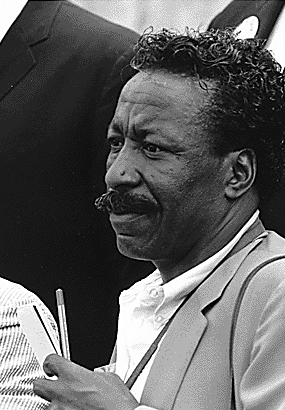
ゴードン・パークス／3月7日没

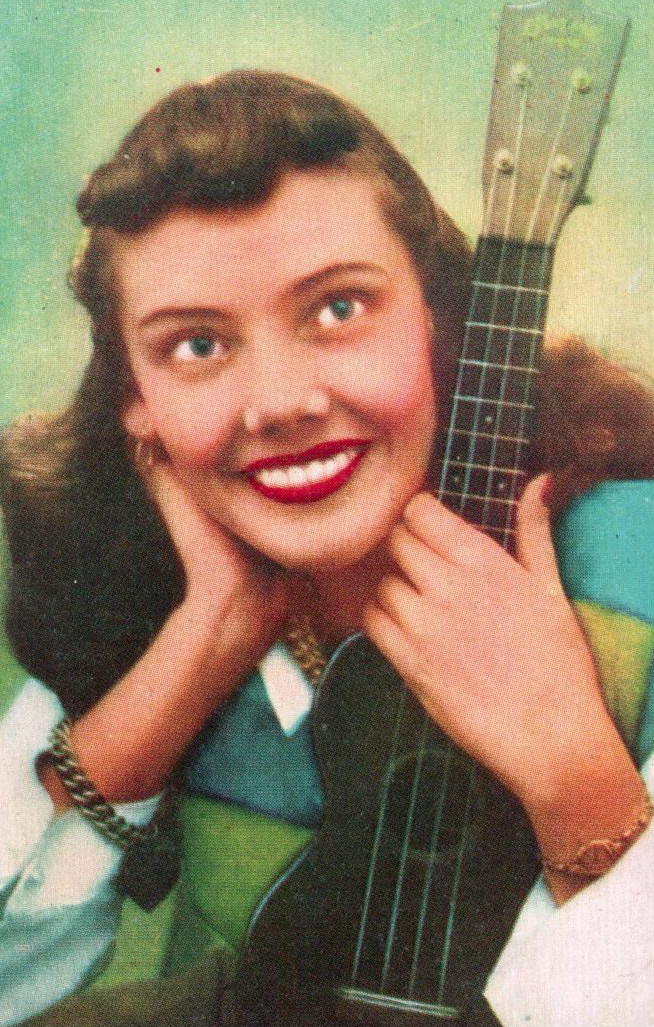
ローダ・ウィリアムズ／3月8日没

スロボダン・ミロシェヴィッチ／3月11日没

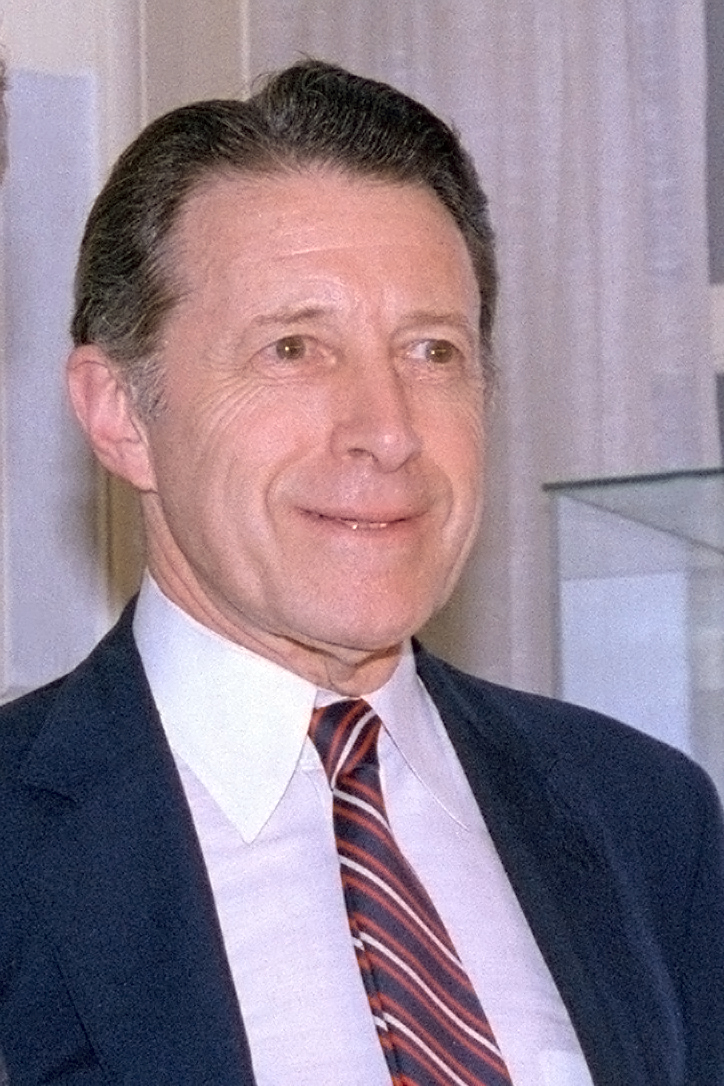
キャスパー・ワインバーガー／3月28日没

## （1日 - 15日）
- 3月1日 - ジョニー・ジャクソン（Johnny Jackson）、元ジャクソン・ファイブのドラマー（* 1951年）
- 3月1日 - ジャック・ワイルド、イギリスの俳優（* 1952年）
- 3月2日 - 久世光彦、演出家、小説家（* 1935年）[1]
- 3月5日 - 岡田正勝、元民社党衆議院議員（* 1922年）
- 3月6日 - 奥田智重子、ソプラノ歌手、元国立音楽大学教授（* 1915年）
- 3月6日 - カービー・パケット、アメリカ合衆国の野球選手、元ミネソタ・ツインズの外野手（* 1960年）[1]
- 3月6日 - キング・フロイド、アメリカ合衆国のソウル歌手 （* 1945年）
- 3月7日 - ゴードン・パークス、アメリカ合衆国の写真家・映画監督（* 1912年）
- 3月7日 - ジョン・ジャンキン（John Junkin）、イギリスの俳優（* 1930年）
- 3月7日 - アリ・ファルカ・トゥーレ、マリのギタリスト（* 1939年）
- 3月7日 - 捧敏夫、タレント（* 1945年）
- 3月8日 - ローダ・ウィリアムズ、アメリカ合衆国の声優（* 1930年）
- 3月9日 - ジョン・プロヒューモ、イギリスの政治家、元イギリス陸軍大臣（* 1915年）
- 3月9日 - ハリー・サイドラー、オーストラリアの建築家（* 1923年）
- 3月10日 - アンナ・モッフォ、アメリカ合衆国のソプラノ歌手（* 1932年?）
- 3月11日 - スロボダン・ミロシェヴィッチ、元ユーゴスラビア大統領（* 1941年）[1]
- 3月12日 - ヨナタン・ヨハンソン、スウェーデンのスノーボーダー（* 1980年）
- 3月13日 - モーリン・ステイプルトン、アメリカ合衆国の女優（* 1925年）[2]
- 3月14日 - レナルト・メリ、エストニアの第2代大統領（* 1929年）
- 3月15日 - ゲオルギオス・ラリス、ギリシャの政治家、元ギリシャ首相（* 1918年）
- 3月15日 - 辻山清、政治活動家（* 1944年）

## （16日 - 31日）
- 3月16日 - 芹沢長介、日本の考古学者（* 1919年）
- 3月16日 - ポール・フラハーティ、アメリカ合衆国のコンピュータ科学者、AltaVista開発者（* 1964年）
- 3月16日 - 石原照夫、元プロ野球選手（* 1929年）[1]
- 3月19日 - 坂本三十次、元自由民主党衆議院議員、労働大臣、内閣官房長官（* 1923年）[1]
- 3月19日 - チャニング・ポロック、アメリカ合衆国の奇術師（* 1926年）
- 3月20日 - モイラ・レッドモンド、イギリスの女優（* 1928年）
- 3月21日 - 宮川泰、作曲家（* 1931年）[1]
- 3月22日 - 三代目三遊亭圓右、落語家（* 1923年）[1]
- 3月22日 - コリー・ライドル、アメリカ合衆国のメジャーリーガー（* 1972年）
- 3月23日 - アドワイチャ、アルダブラゾウガメ、ロバート・クライブのペット（* 1750年頃）
- 3月23日 - ピオ・レイヴァ、キューバの歌手、ブエナ・ビスタ・ソシアル・クラブの一員（* 1917年）
- 3月23日 - サラ・コールドウェル、アメリカ合衆国の指揮者（* 1924年）[1]
- 3月23日 - 徳田ザウルス、漫画家・イラストレーター（* 1958年）[1]
- 3月24日 - リチャード・フライシャー、アメリカ合衆国の映画監督（* 1916年）
- 3月25日 - ロシオ・ドゥルカル（Rocío Dúrcal）、スペインの歌手・女優（* 1944年）
- 3月26日 - 小篠綾子、ファッションデザイナー（* 1913年）[1]
- 3月26日 - アンジェロ・ダリーゴ、イタリアのハンググライダー冒険家（* 1961年）
- 3月27日 - スタニスワフ・レム、ポーランドの作家（* 1921年）
- 3月28日 - キャスパー・ワインバーガー、アメリカ合衆国の政治家、第15代国防長官（* 1917年）
- 3月28日 - 田島義博、経済学者、学習院院長（* 1931年）
- 3月30日 - ジョン・マクガハン、アイルランドの作家（* 1934年）
- 3月31日 - 村井資長、工学者、早稲田大学元総長（* 1909年）
- 3月31日 - ジャッキー・マクリーン、アメリカ合衆国のサクソフォーン奏者（* 1931年）